# Marina Ferrari
Marina Ferrari de Toledo Piragine (São Paulo, 21 de agosto de 1984) é uma jornalista brasileira.

## Carreira
Marina é formada em Jornalismo pelas Faculdades Integradas Alcântara Machado (FIAM) e tem Especialização em Locução pelo Senac.
Estagiou na Rede Bandeirantes, inicialmente como produtora e repórter do Jornal da Band. Em seguida, trabalhou como repórter para o programa matutino Dia Dia.
Entre 2009 e 2012 foi como apresentadora do Band Esporte Clube, pela qual substituiu Patrícia Maldonado e cobriu a Liga dos Campeões da Europa, Copa do Mundo de 2010 e a Eurocopa 2012.
Em 2013, Marina deixou a Band e assinou com a Fox Sports, onde esteve até 2020 como apresentadora do Central Fox.
Marina também é corredora e desde 2015 participa de maratonas.

## Filmografia
| Ano     | Título             | Cargo         |
| ------- | ------------------ | ------------- |
| 2006–09 | Jornal da Band     | Repórter      |
| 2009    | Dia Dia            | Repórter      |
| 2009–12 | Band Esporte Clube | Apresentadora |
| 2013–20 | Central Fox        | Apresentadora |